# Renard gris insulaire
Urocyon littoralis · Renard gris de l’Islande
Espèce
Répartition géographique
Statut de conservation UICN

 NT  : Quasi menacé
Synonymes
- Vulpes littoralis Baird, 1857 (Protonyme)
- Canis littoralis  A. Murray, 1866
- Urocyon virginianus littoralis  F. W. True, 1885

- Urocyon catalinae C. H. Merriam, 1903
- Urocyon clementae C. H. Merriam, 1903

Le renard insulaire (Urocyon littoralis), également connu sous le nom de renard gris de l’Islande, est une espèce de mammifère carnivore de la famille des canidés. Bien qu’elle soit désignée sous le nom de « renard » elle est apparentée à un genre distinct de celui des vrais renards (Vulpes), le genre Urocyon, qu’il partage avec le renard gris d’Amérique (Urocyon cinereoargenteus), duquel il se serait dissocié récemment suite à son introduction sur six des huit îles formant la Channels Islands de Californie où il est devenu endémique et s'est diversifié en six sous-espèces distinctes, chacune confinée à une seule île et présentant un nanisme insulaire. 
Ces petits canidés sont généralement dociles, sont peu craintifs envers l’Homme et sont facilement apprivoisés. Ils ont joué un rôle important dans la vie spirituelle des autochtone des îles de la baie et auraient probablement été semi-domestiqués en tant qu'animal de compagnies, utilisés pour leur fourrure ou pour d'autres fonctions, comme le contrôle des nuisibles. Des preuves génétiques et archéologiques suggèrent que ces renards seraient arrivés sur les îles il y a plus de 7 000 ans, probablement aidés par les premières populations humaines.
C'est une espèce menacée et qui semble plus vulnérable sur certaines îles. Selon 280 échantillons de sang/sérum prélevés de 1999 à 2008, un nombre plus élevé de lymphocytes et de polynucléaires éosinophiles trouvé dans le sang des renards gris vivant dans les îles les plus au Nord laisse penser que ces derniers sont en plus mauvaise santé, ou sont plus parasités que les autres.
Malgré des programmes de conservation ambitieux, l'espèce, qui a perdu une partie de sa diversité génétique reste sensible aux maladies infectieuses et néoplasiques et, potentiellement, à certaines toxines et polluants.

## Noms et étymologies

### Dénominations
- Nom scientifique valide : Urocyon littoralis Baird, 1857[3].
- Noms normalisés anglais : Island fox (MDD)[4], Island gray fox (MDD)[4].
- Nom typique en français : Renard gris de l’Islande (RLRQ)[5].
- Nom vulgaire : Renard gris Insulaire[6].
- Noms vernaculaires, pouvant désigner d’autres espèces : Urocyon, Renard gris, Renard.

## Taxonomie et évolution

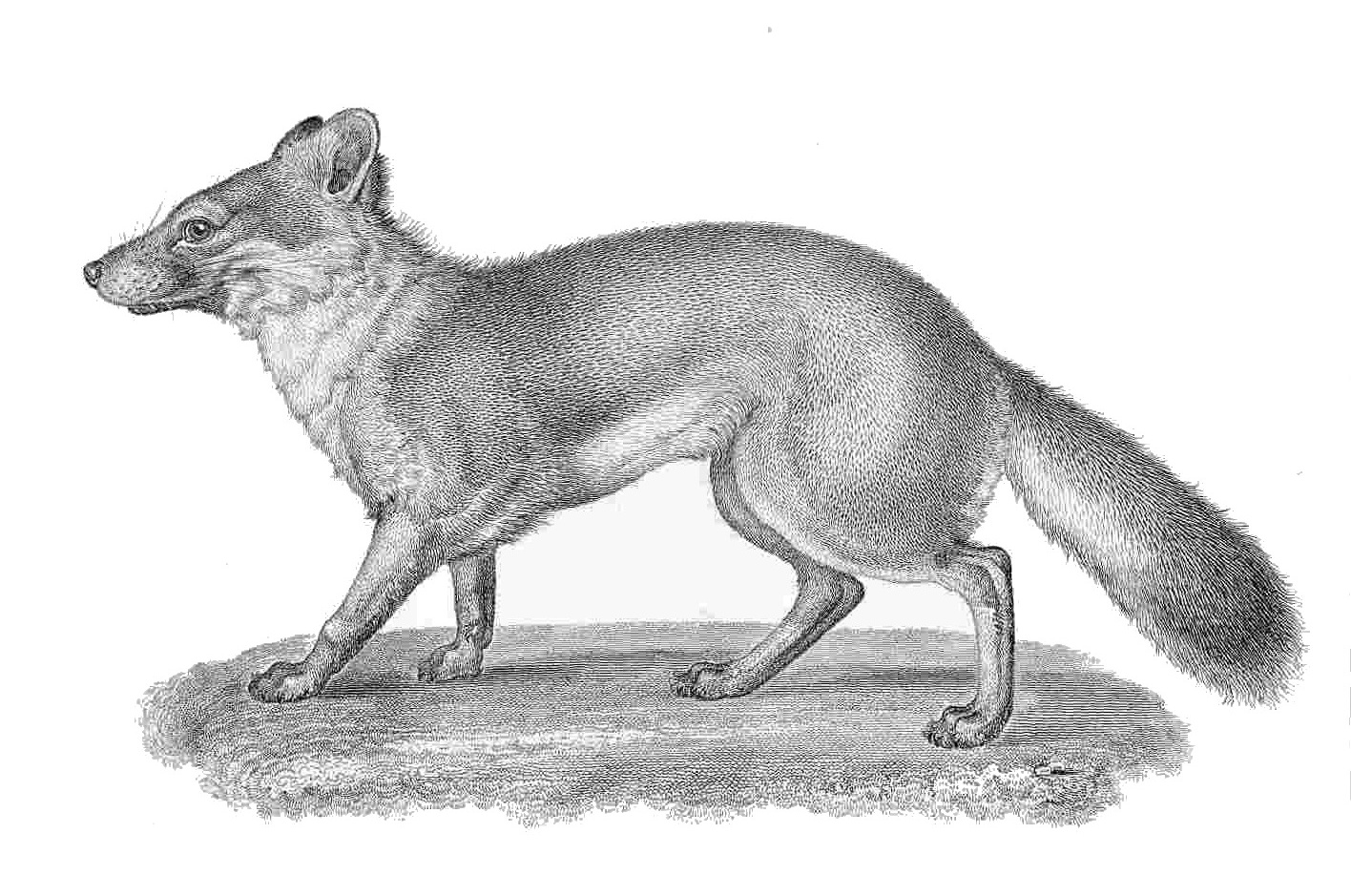
Gravure du renard insulaire issue de du Pacific Railroad Survey de 1855.

Des preuves génétiques et archéologiques indiquent que l'espèce descend d'une population du renard gris d’Amérique arrivée sur les îles il y a environ 7 300 ans, probablement introduite par l’Homme, Les humains sont presque certainement responsables de leur présence sur les îles du Sud,. L'espèce est environ 25 % plus petite que son ancêtre continental, un exemple de nanisme insulaire.

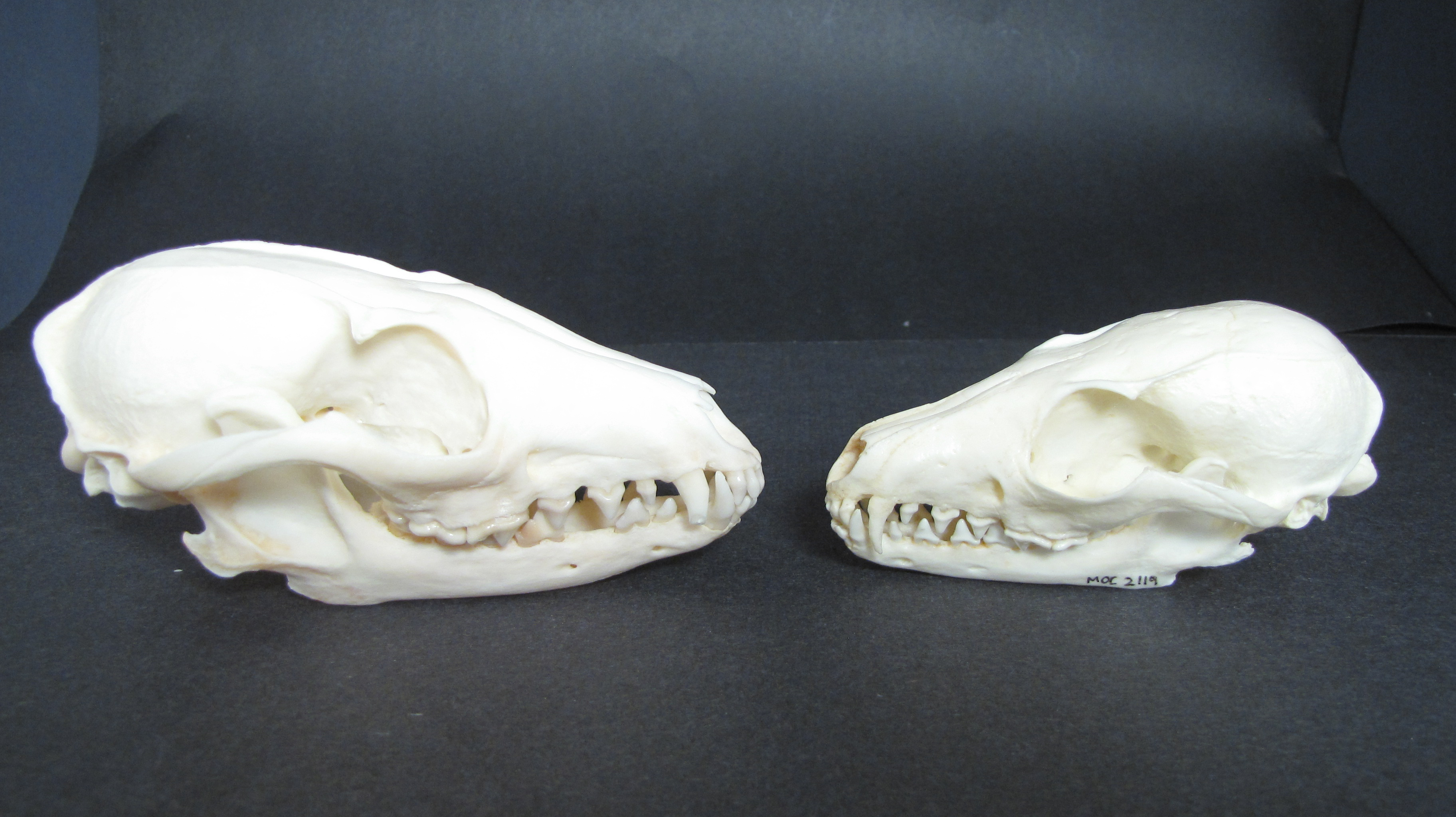
Crâne d'un renard gris insulaire (à droite) comparé à celui du renard gris d’Amérique (à gauche)

Comme le renard gris insulaire est géographiquement isolé, il n'a pas acquis d’immunité contre les parasites et maladies introduits depuis le continent et est particulièrement vulnérable à ceux que le chien domestique (Canis familiaris) peut transporter. De plus, la prédation par le pygargue à tête blanche (Aquila chrysaetos) et les activités humaines ont décimé les populations de renards sur plusieurs îles de la baie dans les années 1990. Quatre sous-espèces de renards insulaires ont été protégées au niveau fédéral en tant qu'espèce en danger en 2004, et des efforts sont en cours pour reconstruire les populations de renards et restaurer les écosystèmes des îles de la baie. Des colliers radio sont posés sur les renards afin de suivre et localiser les jeunes individus. Ces efforts ont jusqu’à présent été largement couronnés de succès.

### Sous-espèces
Il existe six sous-espèces de renards gris insulaires, chacune native d'une île spécifique de la baie, ayant évolué indépendamment des autres. Les sous-espèces selon Mammal Species of the World (version 3, 2005)  (11 août 2025), ainsi que leurs nom selon le guide Delachaux par Castelló :
- Renard gris de l’île de San Miguel (Urocyon littoralis littoralis) - Île San Miguel
- Renard gris de l’île de Santa Rosa (Urocyon littoralis santarosae) - île Santa Rosa
- Renard gris de l’île de Santa Cruz (Urocyon littoralis santacruzae) - île Santa Cruz
- Renard gris de l’île de San Nicolas (Urocyon littoralis dickeyi) - île San Nicolas
- Renard gris de l’île de Santa Catalina (Urocyon littoralis catalinae) - île Santa Catalina
- Renard gris de l’île de San Clemente (Urocyon littoralis clementae) - île San Clemente

Les renards de chaque île peuvent s'hybrider, mais présentent des différences génétiques et phénotypiques qui les rendent uniques ; par exemple, chaque sous-espèce a un nombre différent de vertèbres caudales. L’espèce ne s’est pas maintenue sur les deux plus petites îles : sur Anacapa en raison de l'absence de source fiable d’eau douce ; et sur Santa Barbara qui est trop petite pour supporter les besoins alimentaires d'une population viable.

## Description
Le renard gris insulaire est le plus petit renard d’Amérique du Nord, avec une longueur tête-corps de 48 à 50 cm, une hauteur au garrot de 12 à 15 cm, et une queue mesurant de 11 à 29 cm. Cette queue est nettement plus courte que celle du renard gris d’Amérique, qui mesure de 27 à 44 cm. Il est légèrement plus petit que le renard véloce (Vulpes velox) et le renard nain (Vulpes macrotis), et présente une longueur comparable mais d’une hauteur moindre que le chat domestique. Sa petite taille s’explique par le fait qu’il possède généralement deux vertèbres caudales de moins que l’espèce continentale Le poids varie entre 1 et 2,8 kg. L’espèce présente un dimorphisme sexuel : le mâle est toujours plus grand que la femelle. La plus grande des sous-espèces se trouve sur l’île de Santa Catalina et le plus petit sur l’île de Santa Cruz.
Le pelage du renard gris insulaire est gris sur la tête, d’un roux cuivré sur les flancs, blanc sur le ventre, la gorge et la moitié inférieure du visage, avec une bande noire sur le dessus de la queue. En général, le pelage est plus sombre et terne que celui du renard gris d’Amérique. Le renard gris insulaire mue une fois par an, entre août et novembre. Avant la première mue, les jeunes ont un pelage laineux et plus foncé que celui des adultes. Une phase brune, où le pelage gris et noir se voit remplacé par un brun sable à brun plus foncé, peut se retrouver chez les populations des îles San Clemente et San Nicolas. Il n’y a pas de certitude si cette phase correspond bien à une véritable variation de coloration lié à l’âge, ou bien à une interaction avec les épines de cactus du genre Opuntia qui s’enchevêtrent dans le pelage.

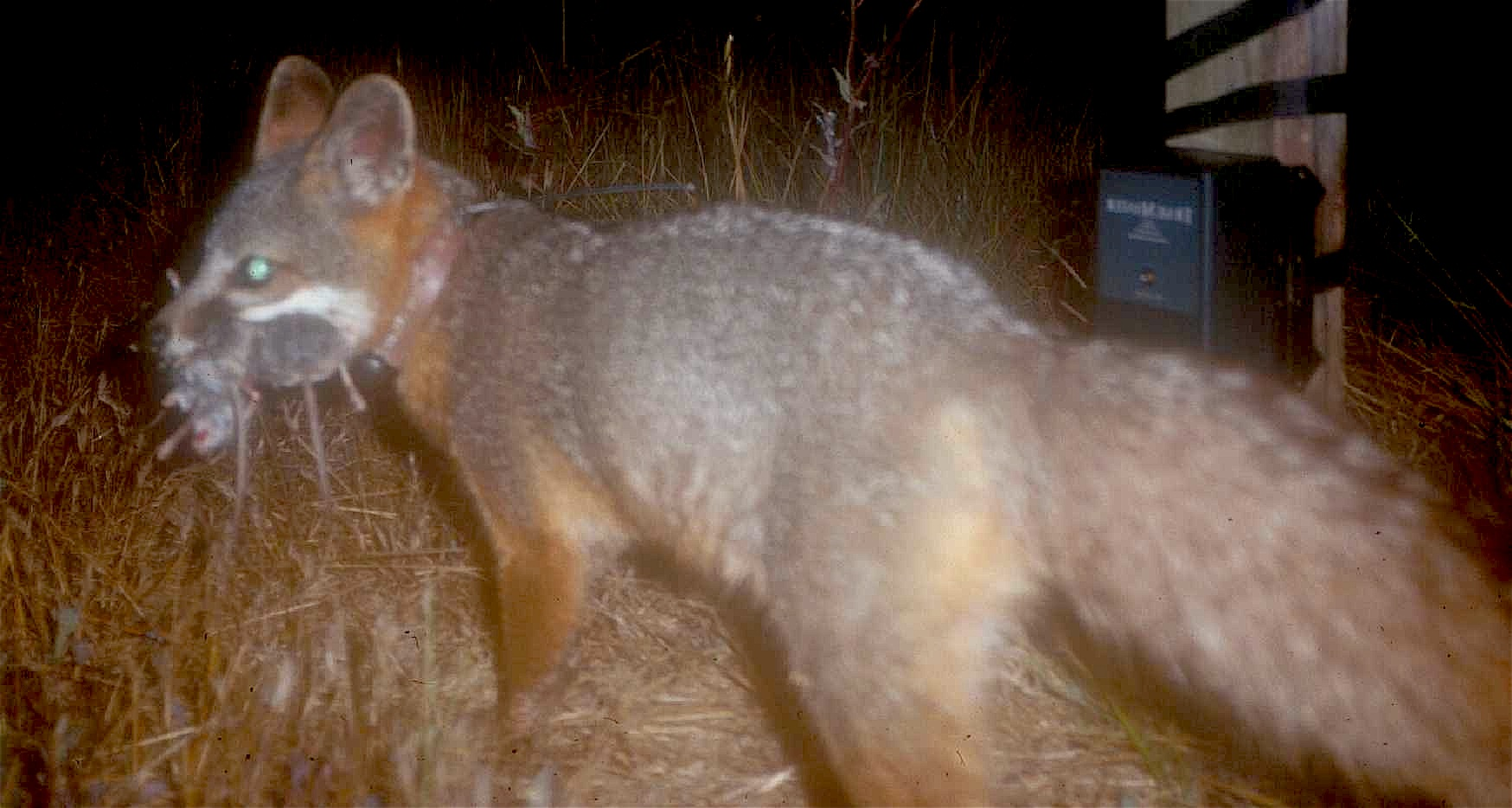
Photo de nuit, avec plusieurs micromammifères en bouche
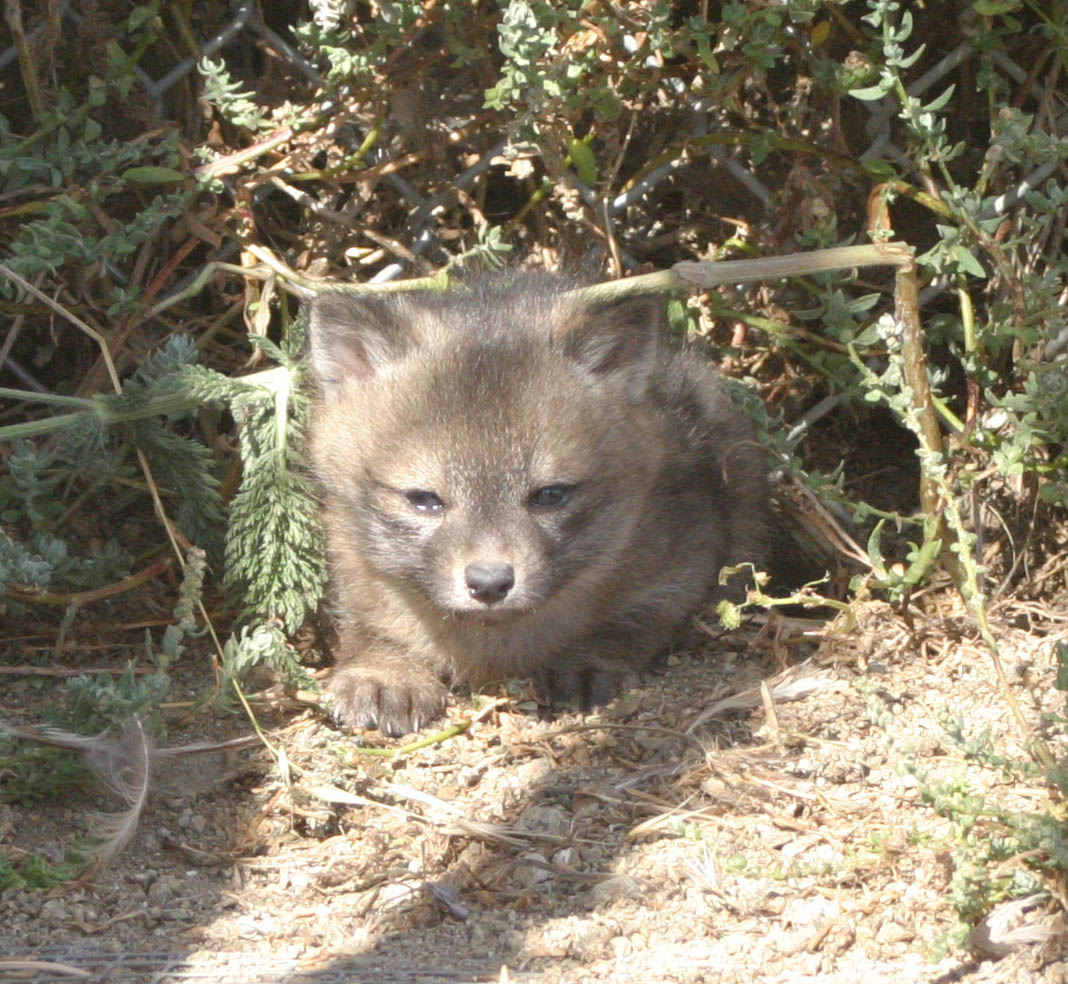
Renardeau insulaire gris niché dans le fourré.
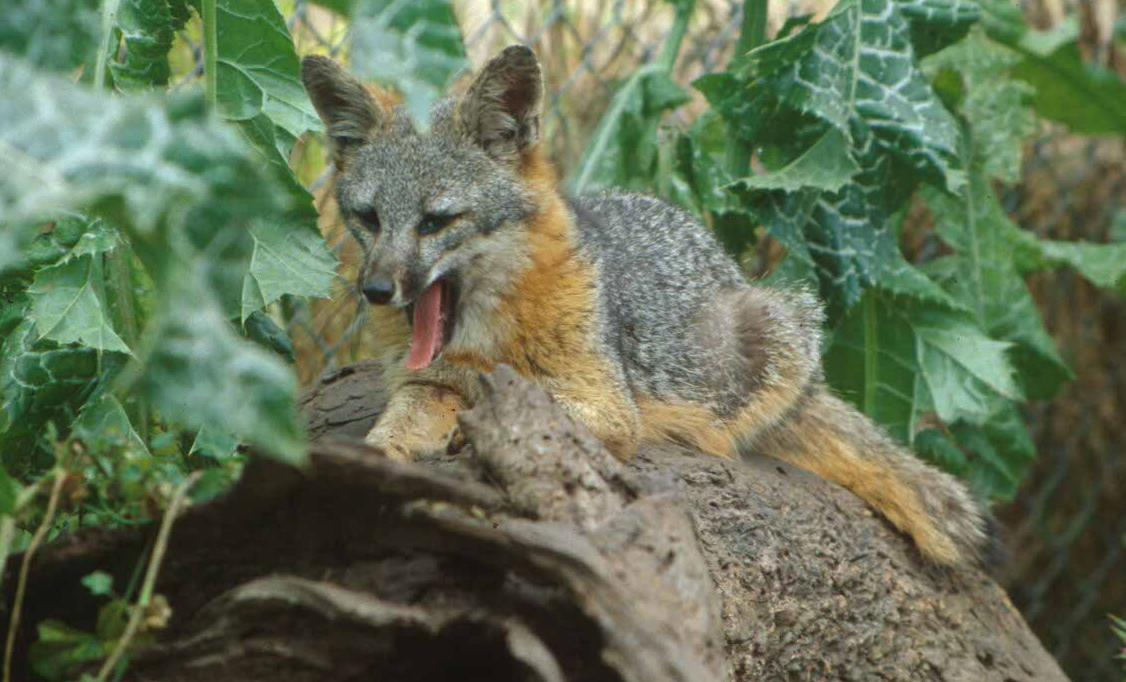
Bâillement du renard gris insulaire.

## Écologie et comportement

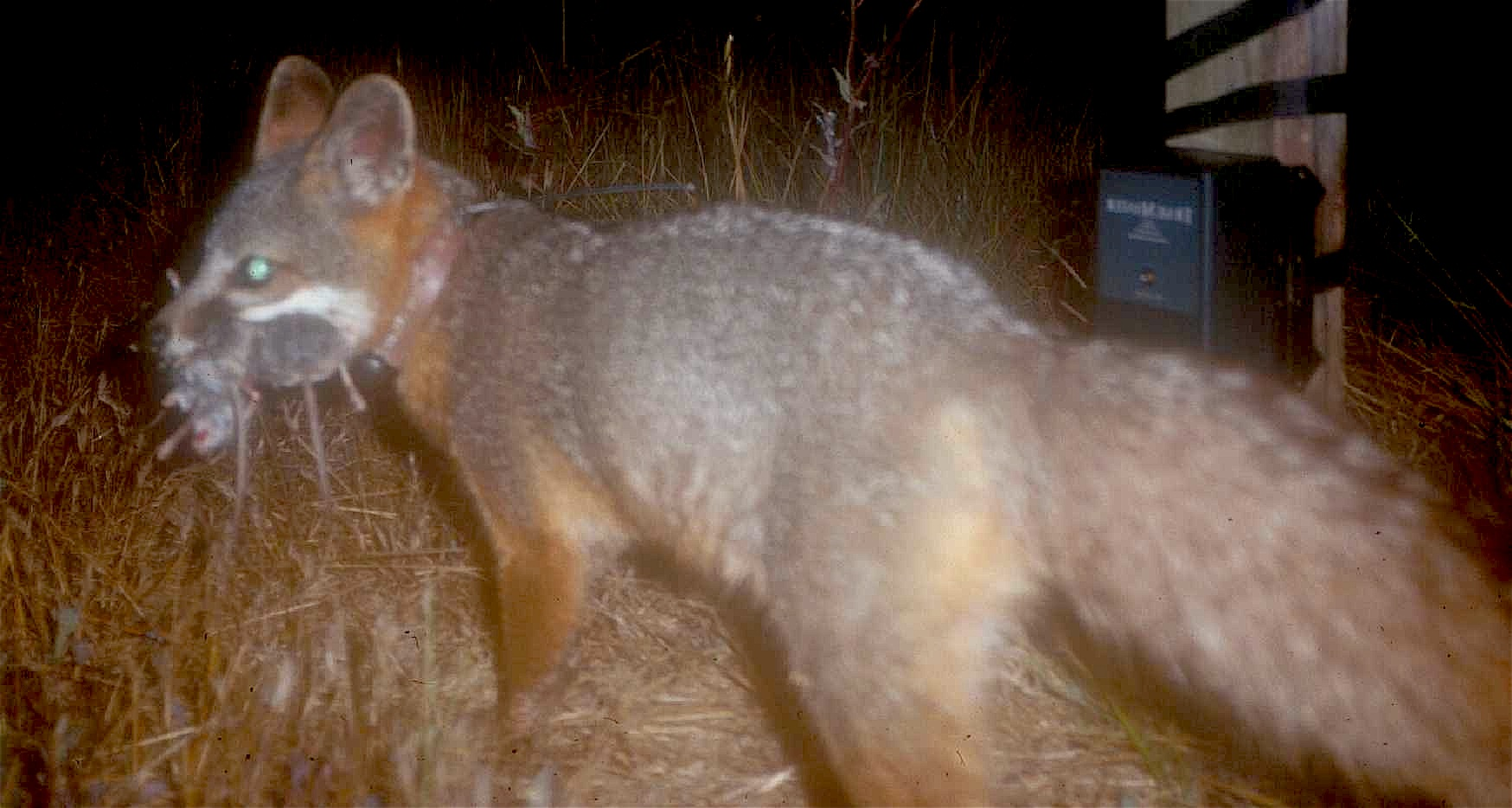
Un renard gris insulaire avec trois souris dans la gueule

L’habitat préféré de l’espèc’ est une végétation à strates complexes avec une forte densité de buissons ligneux à fructification pérenne. Il vit dans tous les biomes insulaires, incluant les forêts et prairies tempérées et le chaparral, aucune île ne supportant plus d’un milieu d’individus. Le renard insulaire se nourrit de fruits, d’insectes, d’oiseaux, d’œufs, d’escargots, de crabes, de lézards, d’amphibiens, et de petits mammifères, dont des souris sylvestres (Peromyscus sp.), ainsi que de déchets humains. Il est connu pour fouiller les plages le long du littoral à la recherche de nourriture. Il tend à se déplacer seul plutôt qu’en groupe. Il est généralement nocturne, avec des pics d’activité à l’aube et au crépuscule. Elle fluctue également selon la saison : il est plus actif en journée en été qu’en hiver.
Le renard insulaire ne craint pas l’Homme, bien qu’il puisse d’abord se montrer agressif. Il est assez facile à apprivoiser et reste généralement docile. Il communique par des signaux auditifs, olfactifs et visuels. Un individu dominant utilise des vocalisations, un regard fixe et l’aplatissement des oreilles pour faire soumettre un adversaire. Les signes de dominance et de soumission sont visuels, comme l’expression faciale et la posture corporelle. Ses principales vocalisations sont l’aboiement et le grognement. Le renard gris insulaire marque son territoire par l’urine et les excréments.

### Reproduction
Le renard gris insulaire forme généralement des couples reproducteurs monogames, qui sont fréquemment observés ensemble à partir de janvier et tout au long de la saison de reproduction, de la fin février au début mars. La période de gestation dure de 50 à 63 jours. La femelle met bas dans un terrier, avec une portée typique de un à cinq petits, en moyenne deux ou trois. Les petits naissent au printemps et quittent le terrier au début de l’été ; la mère allaite pendant 7 à 9 semaines. La maturité sexuelle est atteinte à 10 mois, et les femelles se reproduisent généralement dès la première année. Les renards gris insulaires vivent de 4 à 6ans à l’état sauvage, et jusqu’à 8 ans en captivité.

## Menaces

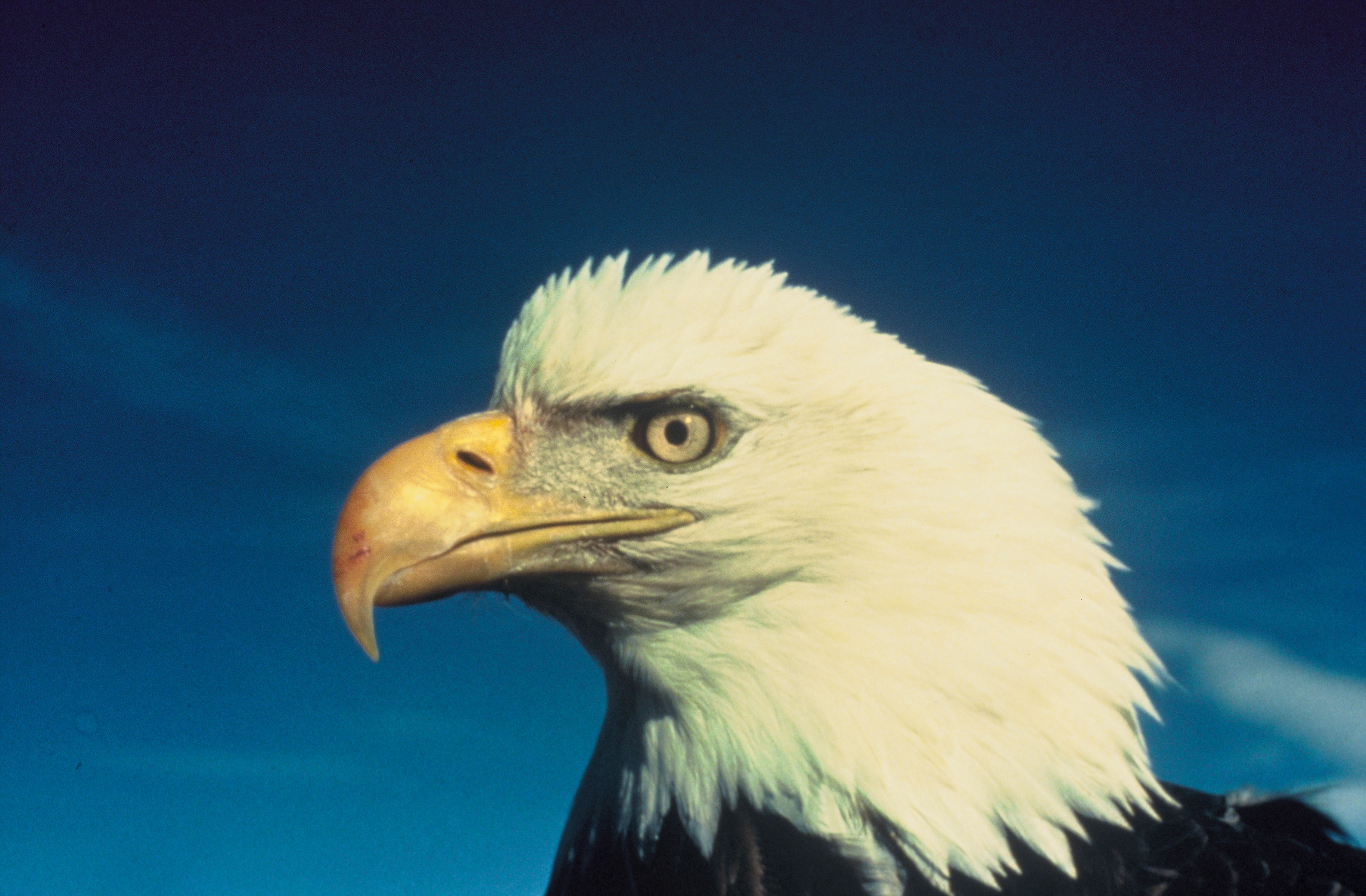
La réintroduction d'un autre prédateur, le pygargue à tête blanche est l'une des mesures prises pour améliorer la qualité (sanitaire notamment) de l'habitat insulaire du renard gris.

Sur l'île de Santa Cruz, en 1998, des observations faites en avril (saison humide) et septembre (saison sèche) ont montré que les renards étaient porteurs des ectoparasites suivants : Pulex irritans, Neotrichodectes mephitidis et tiques (Ixodes pacificus). L'abondance des ectoparasites semble varier selon la saison.
Les parasites (dont ectoparasites) et microbes, éventuellement importés dans les îles sont une des menaces pour l'espèce (ex : Bartonella spp. responsable de zoonoses).